# گاندی (یوتا)
گاندی (به انگلیسی: Gandy) یک منطقهٔ مسکونی در ایالات متحده آمریکا است که در شهرستان میلارد، یوتا واقع شده‌است. گاندی ۱٬۵۰۹٫۰۸ متر بالاتر از سطح دریا واقع شده‌است.